# Dans la rue où vit celle que j'aime
Dans la rue où vit celle que j'aime (titre original : On the Street Where You Live) est un roman policier de Mary Higgins Clark, publié en 2001.

## Résumé
En 1891, des jeunes filles disparaissent mystérieusement. Lorsque, un siècle plus tard, on découvre leurs squelettes ainsi que les cadavres de victimes plus récentes, la petite ville de Spring Lake, vieille station balnéaire chic de la côte atlantique, est tétanisée. Chacun semble avoir quelque chose à cacher. Dans cette atmosphère d'angoisse grandissante, Emily Graham, une jeune avocate new-yorkaise, s'installe dans la maison de famille où, jadis, vécut Madeline, son ancêtre assassinée. Un homme observe ses faits et gestes. De mystérieux liens semblent le rattacher à toutes ces victimes du passé...

## Personnages principaux
Emily Graham, Eric Bailey, Will Staffordn, Docteur et psychologue Lillyan Mayden, Tommy Duggan,  Ned Koehler, Walter Todd...